# زاك كوهين
زاك كوهين (بالعبرية: צחי כהן‏) هو ممثل إسرائيلي، ولد في 6 نوفمبر 1977 في إسرائيل.

## وصلات خارجية
- زاك كوهين على موقع IMDb (الإنجليزية)
- زاك كوهين على موقع ألو سيني (الفرنسية)
- زاك كوهين على موقع قاعدة بيانات الفيلم (الإنجليزية)
- زاك كوهين على موقع كينوبويسك (الروسية)